# Sansevieria gracillima
Sansevieria gracillima är en sparrisväxtart som beskrevs av Chahin. Sansevieria gracillima ingår i släktet bajonettliljor, och familjen sparrisväxter. Inga underarter finns listade i Catalogue of Life.